# Oštrice
Oštrice is een plaats in de gemeente Novi Marof in de Kroatische provincie Varaždin. De plaats telt 494 inwoners (2001).